# قرار مجلس الأمن التابع للأمم المتحدة رقم 1086
قرار مجلس الأمن التابع للأمم المتحدة رقم 1086، المتخذ بالإجماع في 29 تشرين الثاني / نوفمبر 1996، بعد التذكير بجميع قرارات مجلس الأمن والجمعية العامة ذات الصلة بشأن هايتي، قرر المجلس تمديد بعثة الأمم المتحدة للدعم في هايتي للمرة الأخيرة، حتى 31 أيار / مايو 1997، ما لم تتمكن من إحراز مزيد من التقدم، وفي هذه الحالة، سيتم تمديدها حتى 31 تموز / يوليو 1997.
وأشار مجلس الأمن إلى تحسن الوضع الأمني في هايتي خلال الأشهر الأخيرة وقدرة الشرطة الوطنية الهايتية على مواجه الوضع. لا تزال هناك تقلبات في الوضع الأمني. وأُثني على عمل الشرطة الوطنية في تعزيز الديمقراطية وتنشيط نظام العدالة في البلد، في حين تم الترحيب أيضاً بالجهود التي تبذلها منظمة الدول الأمريكية والبعثة المدنية الدولية.
وتم التأكيد على أهمية وجود قوة شرطة مكتفية ذاتياً وتعمل بكامل طاقتها. ومُددت ولاية بعثة الأمم المتحدة للدعم في هايتي، على النحو المنصوص عليه في القرار 1063 (1996)، حتى 31 أيار / مايو 1997 بـ 300 شرطي و 500 فرد عسكري ما لم تتمكن البعثة من إحراز مزيد من التقدم مع قوة الشرطة، وفي هذه الحالة سيتم تمديدها حتى 31 تموز / يوليو 1997 بعد مراجعة من قبل المجلس.
وطُلب من الأمين العام بطرس بطرس غالي تقديم تقرير بحلول 31 آذار / مارس 1997 عن تنفيذ القرار. وتم التسليم بأن التعمير والتأهيل الاقتصادي مهمتان رئيسيتان تواجهان حكومة هايتي وبأهمية المساعدة الدولية للبلد. وحثت الدول الأعضاء على تقديم المساعدة الدولية بالإضافة إلى المساهمات في صندوق التبرعات المنشأ بموجب القرار 975 (1995).

## روابط خارجية
- نص القرار في undocs.org